# جون جنكينز (سياسي)
جون جنكينز (بالإنجليزية: John Paul Jenkins)‏ هو سياسي بريطاني، ولد في 20 يناير 1981. انتخب عضو المجلس المحلي ‏.